# Sequoiadendron chaneyi
Sequoiadendron chaneyi — вимерлий вид дерев з роду Sequoiadendron. S. chaneyi, відомий за міоценовими скам'янілостями, знайденими в Неваді та Каліфорнії, є найстарішим видом Sequoiadendron. S. chaneyi вважається ймовірним прямим предком сучасного Sequoiadendron giganteum.

## Опис
Цей вид був знайдений скам'янілим на північний схід від нинішніх гаїв S. giganteum у Сьєрра-Неваді та поблизу Ріно. Він був дуже схожий на сучасний вид, навіть мав ті самі рослини, пов'язані з його скам'янілостями, що й сучасний вид.